# Teufelsseemoor Köpenick
Teufelsseemoor Köpenick este o arie protejată (arie specială de conservare — SAC, sit de importanță comunitară — SCI) din Germania întinsă pe o suprafață de 6,45 ha, integral pe uscat.

## Localizare
Centrul sitului Teufelsseemoor Köpenick este situat la coordonatele 52°25′12″N 13°37′54″E / 52.42°N 13.6317°E.

## Înființare
Situl Teufelsseemoor Köpenick a fost declarat sit de importanță comunitară în mai 2004 pentru a proteja 3 specii de animale. Situl a fost protejat și ca arie specială de conservare în septembrie 2016.

## Biodiversitate
Situată în ecoregiunea continentală, aria protejată conține 3 habitate naturale: Lacuri eutrofice naturale cu vegetație de tip Magnopotamion sau Hydrocharition, Mlaștini turboase de tranziție și turbării mișcătoare, Mlaștini împădurite.
La baza desemnării sitului se află mai multe specii protejate:
- amfibieni (1): triton cu creastă (Triturus cristatus)
- nevertebrate (1): libelule (Leucorrhinia pectoralis)
- pești (1): boarță (Rhodeus sericeus amarus)

Pe lângă speciile protejate, pe teritoriul sitului au mai fost identificate 1 specie de plante, 2 specii de amfibieni, 1 specie de nevertebrate, 1 specie de reptile.